# Kai Brodersen

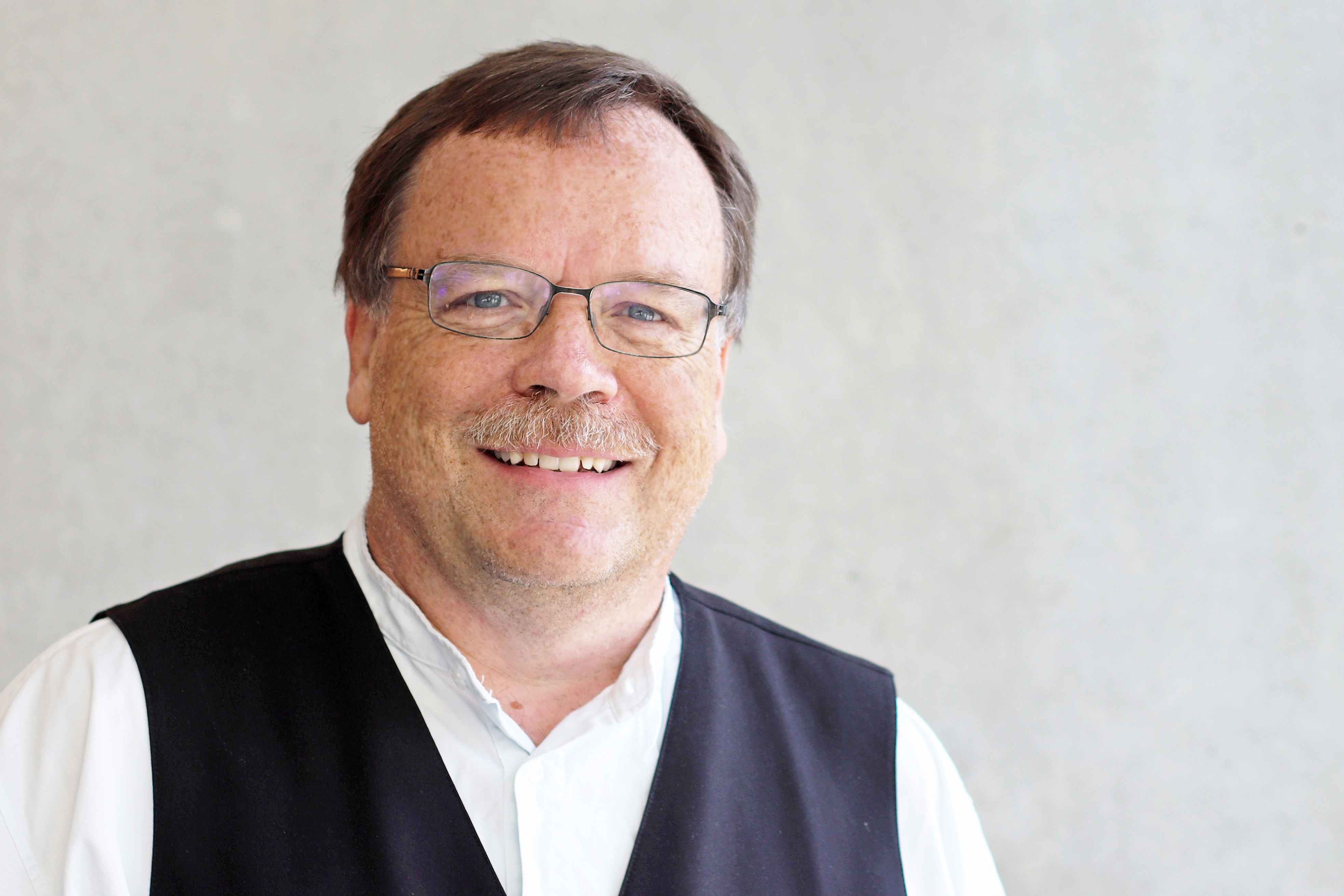
Kai Brodersen, 2019

Kai Brodersen (* 6. Juni 1958 in Tübingen) ist ein deutscher Althistoriker.

## Laufbahn
Kai Brodersen, ein Sohn des Chemikers Klaus Brodersen, studierte Alte Geschichte, Klassische Philologie und evangelische Theologie als Stipendiat der Stiftung Maximilianeum und der Studienstiftung des deutschen Volkes in Erlangen, München und Oxford. In München wurde er 1986 bei Hatto H. Schmitt promoviert und 1995 habilitiert. Anschließend wurde er ins Heisenberg-Programm der Deutschen Forschungsgemeinschaft (DFG) aufgenommen. 
Ab 1996 war er ordentlicher Professor für Alte Geschichte an der Universität Mannheim, an der er mehr als zehn Jahre in der Hochschulleitung tätig war (Studiendekan, Dekan und Haushaltsdekan und sechs Jahre als Prorektor). Im Dezember 2005 wurde Brodersen vom Universitätsrat der Universität Tübingen zum Rektor gewählt. Der Senat verweigerte jedoch die Bestätigung der Wahl.
Seit 2008 war Brodersen Professor für Antike Kultur an der Universität Erfurt; im Januar 2008 wählten die Gremien der Universität Brodersen einstimmig für sechs Jahre zum Präsidenten. Aus gesundheitlichen Gründen kandidierte er 2014 nicht für eine weitere Amtszeit. Zum 1. Oktober 2024 trat er in den Ruhestand, nachdem er durch eine Nierenkrebsoperation schwerbehindert geworden war.
Brodersen war Gastprofessor an mehreren Universitäten, so in Newcastle (2000/01), St. Andrews (2001/02) und Royal Holloway/London (2006/07) sowie Senior Visiting Research Fellow an der University of Oxford (2007/08), sodann an der Lucian-Blaga-Universität in Sibiu (Hermannstadt) (2014) und an der University of Western Australia in Perth (2015). Seit 2010 ist er ordentliches Mitglied der Akademie gemeinnütziger Wissenschaften zu Erfurt und der Philologisch-historischen Klasse der Sächsischen Akademie der Wissenschaften in Leipzig. 2019/2020 war er Senior Fellow am Alfried Krupp Wissenschaftskolleg Greifswald.
Brodersen hat Forschungen zur griechischen und römischen Historiographie und Geographie, zu antiken Inschriften, Orakeln und Wundertexten und zur Wirtschafts- und Wirkungsgeschichte der Antike – einschließlich Asterix – publiziert und insbesondere zahlreiche Übersetzungen antiker Werke und moderner Fachliteratur vorgelegt. Er ist unter anderem Herausgeber der Buchreihe Geschichte kompakt – Antike und federführender Herausgeber der Zeitschrift Historia.
Brodersen war ab 1983 verheiratet mit der Lehrerin Christiane Brodersen, geb. Seiffert, mit der er auch gemeinsam publiziert hat und die im Jahr 2024 verstorben ist. Gemeinsam haben sie vier Kinder.

## Schriften (Auswahl)
Griechische und römische Historiographie und Geographie
- Appians Abriß der Seleukidengeschichte. Ed. Maris, München 1989, ISBN 3-925801-03-0.
- Appians Antiochike. Ed. Maris, München 1991, ISBN 3-925801-06-5.
- Pomponius Mela, Kreuzfahrt durch die Alte Welt. Wissenschaftliche Buchgesellschaft, Darmstadt 1994, ISBN 3-534-12349-2.
- Dionysios von Alexandria. Das Lied von der Welt. Olms, Hildesheim 1994, ISBN 3-487-09893-8.
- C. Plinius Secundus d.Ä. Naturkunde. Lateinisch-deutsch. Buch VI: Geographie. Artemis, Zürich 1996, ISBN 3-05-006184-7.
- Terra Cognita. Studien zur römischen Raumerfassung. 2. Auflage. Olms, Hildesheim 2003, ISBN 3-487-10008-8.
- mit Karl Friedrich Eisen: Polybios, Die Verfassung der römischen Republik. Reclam, Stuttgart 2012, ISBN 978-3-15-019012-8.

Griechische und römische Mythographie und Paradoxographie
- Phlegon von Tralleis. Das Buch der Wunder. Wissenschaftliche Buchgesellschaft, Darmstadt 2002, ISBN 3-534-15985-3.
- Die Wahrheit über die griechischen Mythen. Palaiphatos’ Unglaubliche Geschichten. 2. Auflage. Reclam, Stuttgart 2003, ISBN 3-15-018200-X.
- Censorinus. Über den Geburtstag (= Edition Antike). Wissenschaftliche Buchgesellschaft, Darmstadt 2012, ISBN 978-3-534-18154-4.
- Apollodoros. Götter und Helden der Griechen (= Bibliothek der Antike). Neuausgabe. Wissenschaftliche Buchgesellschaft, Darmstadt 2012, ISBN 978-3-534-25246-6.
- Solinus, Wunder der Welt. Collectanea rerum mirabilium. Wissenschaftliche Buchgesellschaft, Darmstadt 2014, ISBN 978-3-534-18162-9.
- als Hrsg.: Solinus. New Studies. Verlag Antike, Heidelberg 2014, ISBN 978-3-938032-86-2.

Inschriften, Fluchtafeln, Papyri und Orakel
- mit Wolfgang Günther und Hatto H. Schmitt: Historische griechische Inschriften in Übersetzung. Studienausgabe. Wissenschaftliche Buchgesellschaft, Darmstadt 2011, ISBN 978-3-534-23997-9.
- mit Amina Kropp (Hrsg.): Fluchtafeln: Neue Funde und neue Deutungen zum antiken Schadenzauber. Verlag Antike, Frankfurt am Main 2004, ISBN 3-938032-04-9.
- mit Jaś Elsner (Hrsg.): Images and Texts on the “Artemidorus Papyrus”. Steiner, Stuttgart 2009, ISBN 978-3-515-09426-9.
- Astrampsychos. Das Pythagoras-Orakel. Wissenschaftliche Buchgesellschaft, Darmstadt 2006, ISBN 3-534-19652-X.

Frauen in der Antike
- Antiphon, Gegen die Stiefmutter, und Apollodoros, Gegen Neaira (Demosthenes 59): Frauen vor Gericht (= Texte zur Forschung. Band 84). Wissenschaftliche Buchgesellschaft, Darmstadt 2004, ISBN 3-534-17997-8.
- Theano. Briefe einer antiken Philosophin. Reclam, Stuttgart 2010, ISBN 978-3-15-018787-6.

„Angewandte Wissenschaften“ in der Antike
- Aristoteles. 77 Tricks zur Steigerung der Staatseinnahmen (Oikonomika II). Reclam, Stuttgart 2006, ISBN 3-15-018438-X (Wirtschaft).
- mit Gert Audring: OIKONOMIKA. Quellen zur Wirtschaftstheorie der griechischen Antike. Wissenschaftliche Buchgesellschaft, Darmstadt 2008, ISBN 978-3-534-21725-0 (Wirtschaft).
- Philostratos. Leben der Sophisten. Marix, Wiesbaden 2014, ISBN 978-3-86539-368-5 (Rhetorik).
- Galenos, Die verbrannte Bibliothek: Peri Alypias. Marix, Wiesbaden 2015, ISBN 978-3-7374-0962-9 (Medizin).
- Philostratos. Sport in der Antike (Peri Gymnastikes). Marix, Wiesbaden 2015, ISBN 978-3-7374-0961-2 (Sport-Training).
- Plinius’ Kleine Reiseapotheke (Medicina Plinii). Franz Steiner Verlag, Stuttgart 2015, ISBN 978-3-515-11026-6 (Medizin).
- Palladius: Das Bauernjahr (= Sammlung Tusculum). De Gruyter, Berlin 2016, ISBN 978-3-11-044013-3 (Landwirtschaft).

Hellenistische Geschichte, Septuaginta, Aristeas
- als Hrsg.: Zwischen West und Ost: Studien zur Geschichte des Seleukidenreichs. Kovac, Hamburg 1999, ISBN 3-8300-0096-0.
- Aristeas. Der König und die Bibel. Reclam, Stuttgart 2008, ISBN 978-3-15-018576-6.
- als Mit-Hrsg.: Septuaginta Deutsch: Das griechische Alte Testament in deutscher Übersetzung. Deutsche Bibelgesellschaft, Stuttgart 2009, ISBN 978-3-438-05122-6.

Römische Provinzen
- Das römische Britannien. Spuren seiner Geschichte. Primus, Darmstadt 1998, ISBN 3-89678-080-8.
- Könige im Karpatenbogen. In: Zeitschrift für Siebenbürgische Landeskunde. Band 36, 2013, ISSN 0344-3418, S. 129–146.
- Dacia felix: Das antike Rumänien im Brennpunkt der Kulturen. wbg, 2020, ISBN 978-3-8053-5059-4.

Wendepunkte der Geschichte und Rückschauverzerrung
- als Hrsg.: Virtuelle Antike. Primus, Darmstadt 2000, ISBN 3-89678-221-5.
- als Hrsg.: Vincere scis, victoria uti nescis. Aspekte der Rückschauverzerrung in der Alten Geschichte (= Antike Kultur und Geschichte. Band 11). LIT, Münster 2008, ISBN 978-3-8258-1324-6.
- Ich bin Spartacus. Aufstand der Sklaven gegen Rom. Primus, Darmstadt 2010, ISBN 978-3-89678-823-8.
- Cicero. Tipps für einen erfolgreichen Wahlkampf. Reclam, Stuttgart 2013, ISBN 978-3-15-010924-3.

Sieben Weltwunder
- Reiseführer zu den Sieben Weltwundern. Philon von Byzanz und andere antike Texte. Insel, Frankfurt am Main/Leipzig 1992, ISBN 3-458-33092-5.
- Die sieben Weltwunder. Legendäre Kunst- und Bauwerke der Antike (= Beck’sche Reihe Wissen. Band 2029). C. H. Beck, München 1996; 8. Auflage 2008, ISBN 978-3-406-45329-8.

Die Antike außerhalb des Hörsaals
- mit Bernhard Zimmermann: Metzler Lexikon Antike. Metzler, Stuttgart 2000; 2., überarbeitete und erweiterte Auflage 2006, ISBN 3-476-02123-8.
- als Hrsg.: Asterix und seine Zeit. C. H. Beck, München 2001; 3. Auflage 2008, ISBN 978-3-406-57347-7.
- als Hrsg.: Die Antike außerhalb des Hörsaals. LIT, Münster 2003, ISBN 3-8258-6852-4.
- als Hrsg.: Crimina. Die Antike im modernen Kriminalroman. Verlag Antike, Frankfurt am Main 2004; 2. Auflage 2009, ISBN 978-3-938032-27-5.
- Was du schon immer über die Antike wissen wolltest (= Bloomsbury Kinderbücher & Jugendbücher). Illustriert von Antje von Stemm. Berlin-Verlag, Berlin 2007, ISBN 978-3-8270-5264-3.
- Philostratos und das Oktoberfest. Wie ein wiederentdeckter antiker Text zur Entstehung der Olympischen Spiele der Neuzeit beitrug. In: Gymnasium. Band 121, 2014, ISSN 0342-5231, S. 375–392.
- Classics outside Classics. Verlag Antike, Heidelberg 2015, ISBN 978-3-938032-90-9.